# Могилів Курінь
Могилі́в Курі́нь — село в Україні, в Олександрівській селищній громаді Кропивницького району Кіровоградської області. Населення становить 56 осіб.

## Населення
Згідно з переписом УРСР 1989 року чисельність наявного населення села становила 80 осіб, з яких 33 чоловіки та 47 жінок.
За переписом населення України 2001 року в селі мешкало 56 осіб. 100 % населення вказало своєю рідною мовою українську мову.